# Erweiterter Kunstbegriff

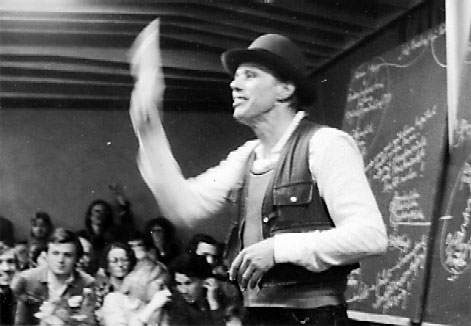
Joseph Beuys beim Vortrag „Jeder Mensch ein Künstler – Auf dem Weg zur Freiheitsgestalt des sozialen Organismus“, Achberg 1978

Der Erweiterte Kunstbegriff ist ein zentraler Begriff aus der Kunsttheorie und Sozialphilosophie von Joseph Beuys. Mit diesem Begriff versuchte Beuys, das Denken, das Erkennen und die Diskussion darüber, was Kunst sei, zu erweitern. Ausgehend von dem Gedanken, dass jeder Mensch ein Künstler sei und somit Kunst schaffen könne, fasste Beuys unter diesen Begriff insbesondere die Kreativität der Menschen, die in gemeinsamer Arbeit eine die Welt und die Gesellschaft verändernde „soziale Kunst“ in Form einer Sozialen Plastik hervorbringen könnten.

## Geschichte

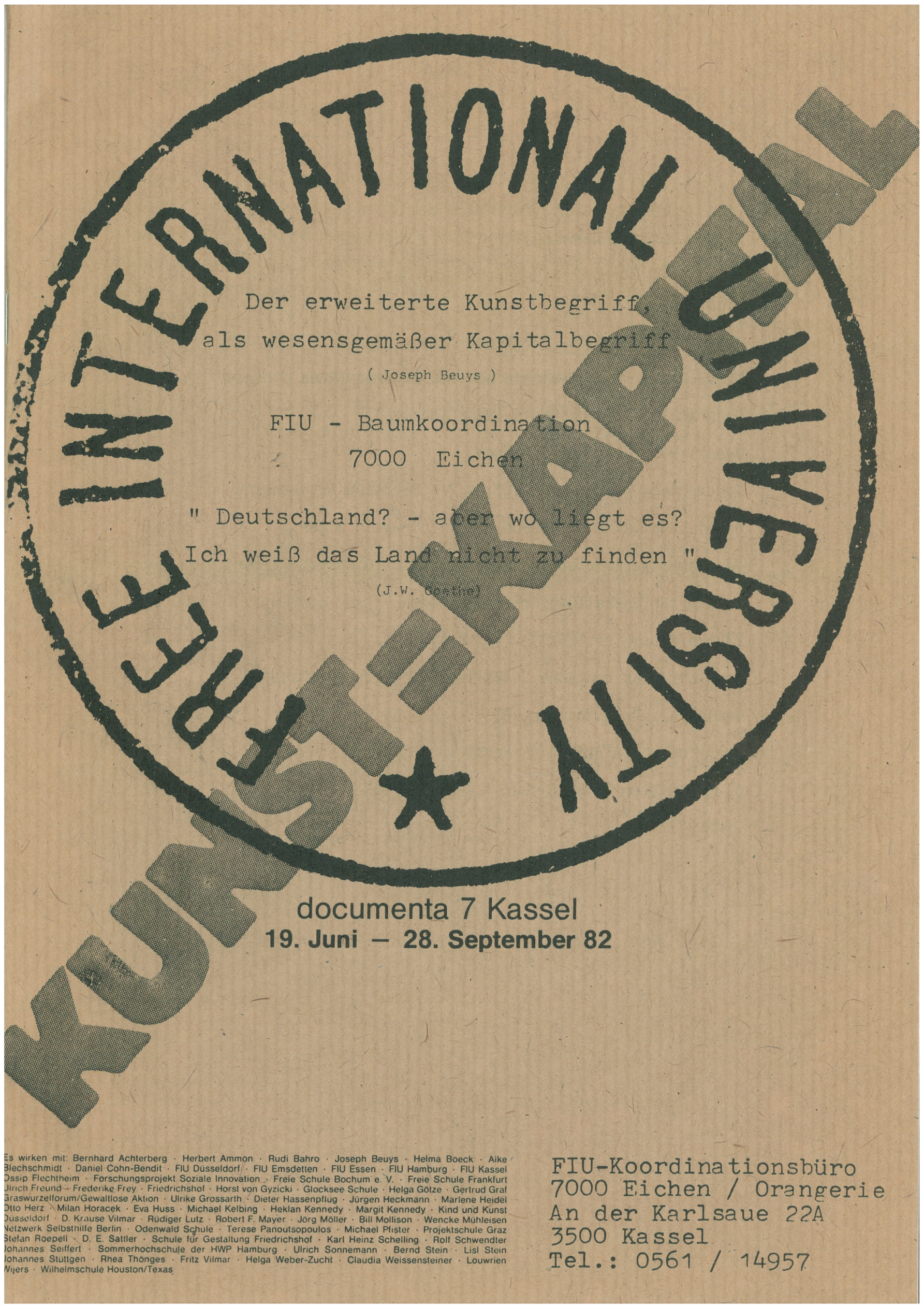
„Der erweiterte Kunstbegriff als wesensgemäßer Kapitalbegriff“ – Titelblatt des Veranstaltungsprogramms der Free International University zur documenta 7, 1982

Der Erweiterte Kunstbegriff entwickelte das Konzept des Gesamtkunstwerks fort und ist von den Avantgarden des 20. Jahrhunderts, insbesondere von der Kunstrichtung Fluxus, sowie von sozialen und politischen Diskursen der 68er-Bewegung beeinflusst. Mit der Erweiterung des Kunstbegriffs, die zu Beginn des 20. Jahrhunderts durch das Objet trouvé entscheidend angestoßen worden war und sich in den 1960er Jahren beschleunigt vollzog, kamen radikal neue Vorstellungen über die Rollen des Künstlers, seines Materials und des Publikums ins Spiel. Mit Blick auf Vorgänge der Wahrnehmung und Kommunikation wurden neue künstlerische Praktiken entwickelt. Der dabei zunehmende Wunsch der Künstler nach direktem Kontakt mit den Rezipienten veränderte den traditionellen Werkbegriff, der das Kunstwerk als ein abgeschlossenes Objekt oder Produkt verstand. Etwa auch eine Situation (Installation, Environment, Inszenierung), eine Interaktion (Performance, Aktionskunst), ein Konzept, ein Prozess (Happening), eine Institution, eine Politik und eine Gesellschaftsordnung gelten nach dem Erweiterten Kunstbegriff als Formen, die als Kunstwerke begriffen werden können.   
Künstlerisch setzte Beuys seine Auffassung, die von Rudolf Steiners anthroposophischer Vorstellung eines „sozialen Organismus“ angeregt war und den Weg zur Entwicklung einer „anthropologischen Kunst“ bahnen sollte, in verschiedenen Projekten und Aktionen um, etwa in der Performance wie man dem toten Hasen die Bilder erklärt (1965), in der Organisation für direkte Demokratie durch Volksabstimmung (1971), in der Free International University (1973) sowie in den Projekten Honigpumpe am Arbeitsplatz (1977) und 7000 Eichen – Stadtverwaldung statt Stadtverwaltung (1982).

## Zitat
„Ich finde es vom Standpunkt der Erkenntnistheorie wichtig, hier vom Kunstwerk zu sprechen, weil es sich um eine Formgestalt handelt. Wenn man zu dem Ergebnis gekommen ist, daß die Verständigung zwischen Menschen ganz allgemein nur durch das Kunstwerk des Denkens und der Sprache vollziehbar ist – vorausgesetzt wie jetzt immer, daß man auf diesen anthropologischen Punkt kommt, wo Denken bereits eine Kreation und ein Kunstwerk ist, also ein plastischer Vorgang und fähig ist, eine bestimmte Form zu erzeugen, und sei es nur eine Schallwelle, die das Ohr des anderen erreicht –, wenn ich das also jetzt niederschreibe, gibt es in der Welt eine Form, die ist zweifellos vom Menschen gemacht.“